# 테헬네 폴레
테헬네 폴레(슬로바키아어: Tehelné pole) 또는 나로드니 푸트발로비 슈타디온(슬로바키아어: Národný futbalový štadión→국립 축구 경기장)은 슬로바키아 브라티슬라바에 위치한 축구 경기장이다. ŠK 슬로반 브라티슬라바와 슬로바키아 축구 국가대표팀의 홈 구장으로 사용되고 있으며 수용 인원은 22,500명이다.
2013년에 철거된 경기장인 테헬네 폴레가 있던 자리에 새로 건립되었으며 7,500만 유로가 건설 비용으로 투입되었다. 특히 ŠK 슬로반 브라티슬라바의 구단주를 역임했던 슬로바키아의 기업인인 이반 크모트리크(Ivan Kmotrík)가 건설 비용을 기부하기도 했다. 경기장 건립에 따른 보상 문제로 인해 한동안 공사가 연기되었다가 2014년 12월 8일에 공사를 시작했고 2019년에 정식 개장했다.
ŠK 슬로반 브라티슬라바는 2019년 1월 16일에 체코의 축구 클럽인 SK 시그마 올로모우츠와의 시범 경기를 이 곳에서 처음 개최했는데 슬로반 브라티슬라바는 해당 경기에서 2-3 패배를 기록했다. 슬로반 브라티슬라바는 2019년 3월 3일에 이 곳에서 열린 FC 스파르타크 트르나바와의 라이벌 홈 경기에서 2-0 승리를 기록했다.
경기장 인근을 오가는 트램, 트롤리버스, 버스 노선을 통해 접근할 수 있고 경기장 안에는 자동차 994대를 수용할 수 있는 지하 주차장이 마련되어 있다. 또한 경기장 인근에는 호텔, 아파트, 사무실, 쇼핑 센터가 입주하고 있다.